# Ziegenberg (Naturschutzgebiet, Medebach)
Das Naturschutzgebiet Ziegenberg mit einer Größe von 2,29 ha liegt südöstlich von Dreislar im Stadtgebiet von Medebach. Es wurde 2003 mit dem Landschaftsplan Medebach durch den Hochsauerlandkreis als Naturschutzgebiet (NSG) ausgewiesen. Das NSG ist Teil des Europäischen Vogelschutzgebiets Medebacher Bucht. Das NSG besteht aus zwei Teilflächen, die südliche reicht im Osten bis an die Landesgrenze nach Hessen.

## Gebietsbeschreibung
Im NSG handelt es sich um Teile des südöstlichen Grünlandhang des Ziegenbergs mit Heiderelikten und Hecken. Im NSG brüten Heckenbrüter wie Neuntöter.
Auswahl vom Landesamt für Natur, Umwelt und Verbraucherschutz Nordrhein-Westfalen dokumentierter Pflanzenarten im Schutzgebiet: Besenginster, Gänseblümchen, Gewöhnliches Ferkelkraut, Harzer Labkraut, Kleines Habichtskraut, Moschus-Malve, Wiesen-Sauerampfer, Spitz-Wegerich und Wiesen-Flockenblume.

## Schutzzweck
Das NSG soll das Grünland und seinem Arteninventar schützen. Wie bei allen Naturschutzgebieten in Deutschland wurde in der Schutzausweisung darauf hingewiesen, dass das Gebiet „wegen der Seltenheit, besonderen Eigenart und Schönheit des Gebietes“ zum Naturschutzgebiet erklärt wurde.